# Іден (Вайомінг)
Іден (англ. Eden) — переписна місцевість (CDP) в США, в окрузі Світвотер штату Вайомінг. Населення — 235 осіб (2020).

## Географія
Іден розташований за координатами 42°3′36″ пн. ш. 109°26′21″ зх. д. / 42.06000° пн. ш. 109.43917° зх. д. (42.060118, -109.439167).  За даними Бюро перепису населення США в 2010 році переписна місцевість мала площу 34,91 км², уся площа — суходіл.

## Демографія
Згідно з переписом 2010 року, у переписній місцевості мешкала 281 особа в 97 домогосподарствах у складі 72 родин. Густота населення становила 8 осіб/км².  Було 119 помешкань (3/км²).
Расовий склад населення:
| - 98,6 % — білих - 0,4 % — чорних або афроамериканців |

До двох чи більше рас належало 1,1 %. Частка іспаномовних становила 8,9 % від усіх жителів.
За віковим діапазоном населення розподілялося таким чином: 28,5 % — особи молодші 18 років, 60,8 % — особи у віці 18—64 років, 10,7 % — особи у віці 65 років та старші. Медіана віку мешканця становила 37,6 року. На 100 осіб жіночої статі у переписній місцевості припадало 96,5 чоловіків;  на 100 жінок у віці від 18 років та старших — 99,0 чоловіків також старших 18 років.
За межею бідності перебувало 5,6 % осіб, у тому числі 0,0 % дітей у віці до 18 років та 11,6 % осіб у віці 65 років та старших.
Цивільне працевлаштоване населення становило 118 осіб. Основні галузі зайнятості: сільське господарство, лісництво, риболовля — 28,0 %, мистецтво, розваги та відпочинок — 20,3 %, роздрібна торгівля — 15,3 %, будівництво — 11,9 %.